# Marlies Janssens
Marlies Janssens, née le 4 juin 1997, est une joueuse de volley-ball internationale belge évoluant au poste de centrale,.